# Исав
Исав (др.-евр. עֵשָׂו‬, «Эсав» — волосатый; греч. Ἡσαῦ — ср. Быт. 25:25) — библейский персонаж, сын Исаака и Ревекки, старше своего близнеца Иакова, которому он продал своё первородство (старшинство) за чечевичную похлёбку.
В Библии именует также Эдомом, родоначальником эдомитян (идумеев; Быт. 36:1, 8, 9).

## В Библии
Книга Бытия описывает Исава, любимого сына Исаака, как искусного зверолова, «человека полей», в противоположность любимцу Ревекки, кроткому Иакову, «живущему в шатрах» (Быт. 25:27); жёны его были ханаанеянки Ада и Оливема, а также Васемафа, дочь Измаила  (26:34, 36:2—4).
Oн продал своё право первородства за чечевичную похлёбку брату Иакову. Красная чечевица, применяемая для приготовления похлёбки, дала ему новое имя Едом, то есть красный: «И сказал Исав Иакову: дай мне поесть красного, красного этого, ибо я устал. От сего дано ему прозвание: Едом» (Быт. 25:30).

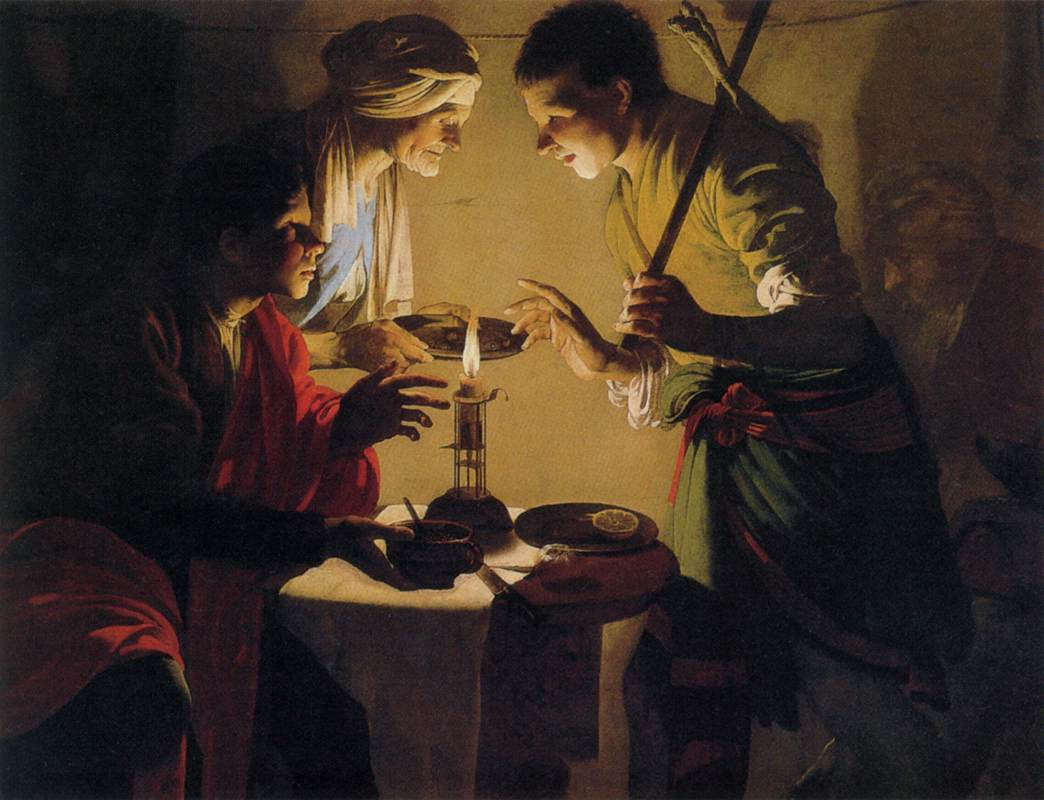
Хендрик Тербрюгген. Исав продаёт право первородства за чечевичную похлёбку, 1627.

Благодаря хитрости Ревекки он потерял благословение отца (27). После этого он со злобой преследовал своего брата до тех пор, пока они не встретились около Пенуэла и не примирились (33). Исав является родоначальником эдомитян (идумеев; 36:1—8).
Имя Исава иногда употребляется как название страны и народа Едома (например, Иер. 49:10; Авд. 6); встречаем также «горы Исава», «дом Исава» (Авд. 8, 18).
Об отношениях между Иаковом и Исавом сравните Быт. 25:23; Мал. 1:2; Рим. 9:10—13 и далее.
В сказаниях об Исаве нашла отражение напряженность в отношениях между сынами Израиля (Иакова) и Исава (Эдома). Эта персонификация использована также в книгах пророков (Амос. 1:11).

### Семья
Согласно Книге Бытия:
- «Исав … взял себе в жёны Иегудифу, дочь Беэра Хеттеянина, и Васемафу, дочь Елона Хеттеянина» (Быт. 26:34).
- «взял себе жену Махалафу, дочь Измаила, сына Авраамова, сестру Наваиофову, сверх других жён своих» (Быт. 28:9).
- «взял себе жён из дочерей Ханаанских: Аду, дочь Елона Хеттеянина, и Оливему, дочь Аны, сына Цивеона Евеянина, и Васемафу, дочь Измаила, сестру Наваиофа» (Быт. 36:2, 3).
- «Ада родила Исаву Елифаза, Васемафа родила Рагуила, Оливема родила Иеуса, Иеглома и Корея» (Быт. 36:4, 5).

## В еврейской традиции

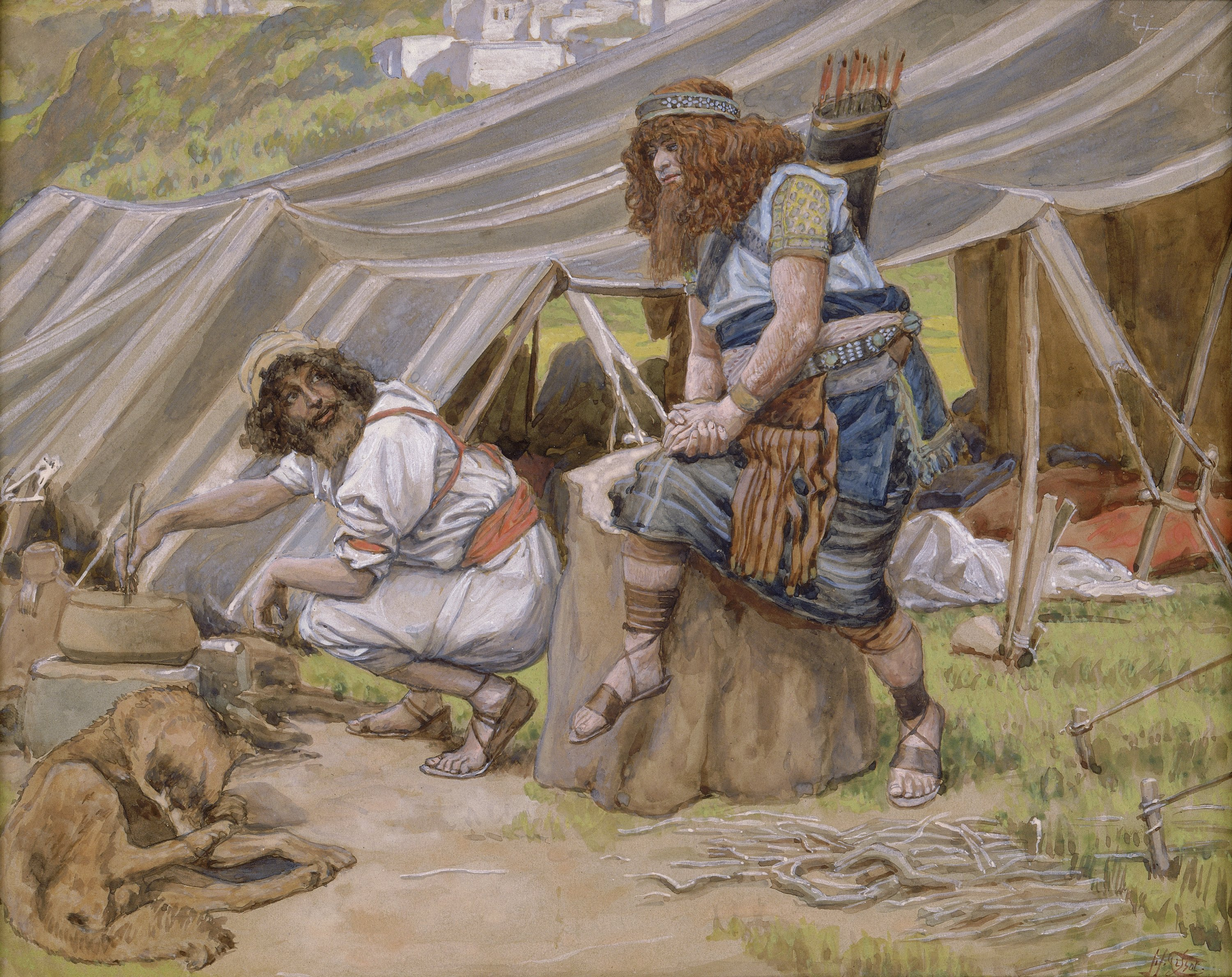
Исав (справа) с братом Иаковом.
Художник Джеймс Тиссо, ок. 1902.

Много внимания Исаву уделяет Аггада, которая ставит ему в заслугу почитание Исаака и подчёркивает искренность слёз, которые Исавом пролил по отобранному у него обманом благословению отца (Мидраш Дварим Рабба 1:14; Мидраш Танхума, разд. Кдошим 15). Вместе с тем в аггадических источниках отражено в основном сформировавшийся в народном сознании негативный образ Исава, представленного как олицетворение греховности и зла, прародитель исторических врагов и угнетателей еврейского народа. Он изображён носителем «всех ненавистных Господу грехов» (Танх., Толдот 8). На его руках был воспитыван его внук Амалек (Быт. 36:12), согласно традиции ставший родоначальником амаликитян, злейших врагов Израиля. Исав наказал Амалеку отомстить потомкам Иакова за нанесённую ему обиду (Втор. Р. 2:13; Ял. Шим., Хуккат 764). Эдомитянином был ненавистный для евреев царь Ирод. Талмудические источники почти всегда именуют Эдомом «злодейскую» Римскую империю, а её правителей Тита и Адриана символически трактует как его наследников (Гит. 56б, 57б; ТИ., Та‘ан. 4:8, 68г).
В Средние века метафорика Исава в еврейской традиции была распространена на преследовавшие евреев христианские государства. Христианский мир представлялся воплощением Рима, символами которого являлись Эдом или Исав, злой силы этого мира, стремящейся к уничтожению Иакова-Израиля — олицетворения народа Израиля. Последний спасается лишь благодаря обетованию и милосердию Божьему.

## В культуре
- Название «Эсав» носит роман Меира Шалева (1981) и снятый по нему фильм.